# Herbert W. Roesky
Herbert Roesky, (sinh ngày 6.11.1935), là nhà hóa học vô cơ nổi tiếng người Đức. Ông đã được trao nhiều giải thưởng, trong đó có Giải tưởng niệm Alfred-Stock năm 1990, Giải Wilkinson năm 1998, cùng nhiều bằng tiến sĩ danh dự của các trường đại học khác nhau.

## Sự nghiệp
Herbert W. Roesky sinh tại Laukischken. Ông đậu bằng tiến sĩ ở Đại học Göttingen, sau đó sang làm việc cho công ty DuPont ở Hoa Kỳ một thời gian, rồi trở lại làm việc ở Đại học Göttingen.
Ông từng làm giáo sư thỉnh giảng ở Trung tâm nghiên cứu Khoa học tiên tiến Jawaharlal Nehru (Jawaharlal Nehru Centre for Advanced Scientific Research) tại Bangalore, Đại học Công nghiệp Tokyo và Đại học Kyoto. Ông cũng đã làm giảng viên tại Texas A&M University ở College Station, Đại học Texas tại Austin, và Đại học Iowa tại thành phố Iowa.
Ông là thành viên của Viện Hàn lâm Khoa học Göttingen, Viện Hàn lâm Khoa học New York, Viện Hàn lâm Khoa học Leopoldina Đức (German Academy of Sciences Leopoldina) tại Halle, Viện hàn lâm Khoa học Nga, Hội viên nước ngoài của Académie des Sciences, và Viện Hàn lâm châu Âu (Academia Europæa) ở London.
Năm 1995, ông làm Phó chủ tịch Hội Hóa học Đức. Năm 2004 ông nghỉ hưu. Hiện nay ông làm chủ tịch Viện Hàn lâm Khoa học Göttingen.
Ông nổi tiếng chủ yếu về công trình nghiên cứu mở đường về các fluorides của cả kim loại chuyển tiếp lẫn kim loại thường.
Ông đã có hơn 1.000 bài báo, bài khảo luận peer-reviewed, bằng sáng chế, và sách trong nghiên cứu ở các lĩnh vực Hóa vô cơ và Khoa học vật liệu.

## Giải thưởng
- Alexander-von-Humboldt-Preis (1986)
- Giải Gottfried Wilhelm Leibniz (1988)
- Giải tưởng niệm Alfred-Stock (1990)
- Georg-Ernst-Stahl-Medaille (1990)
- Manfred und Wolfgang Flad-Preis (1994)
- Literaturpreis des Fonds der Chemischen Industrie (1995)
- Grand Prix de la Fondation de la Maison de la Chimie (1998)
- Giải Wilkinson (1998)
- Bằng tiến sĩ danh dự Đại học Nam Khai tại Thiên Tân, Trung quốc (1990)
- Bằng tiến sĩ danh dự Đại học Bielefeld (1992)
- Bằng tiến sĩ danh dự Đại học Masaryk tại Brno, Cộng hòa Séc (1994)
- Bằng tiến sĩ danh dự Đại học Bucarest, România (1995)
- Bằng tiến sĩ danh dự Đại học Paul Sabatier Toulouse III tại Toulouse, Pháp (2000)
- Bằng tiến sĩ danh dự Đại học Missouri-Columbia, Missouri, Hoa Kỳ (2005)

## Tác phẩm
- ’’Chemische Kabinettstücke. Spektakuläre Experimente und geistreiche Zitate’’ von Herbert W. Roesky und Klaus Möckel, 331 Seiten, Verlag Wiley-VCH; Auflage: 2., korr. Nachdr. (November 2000), ISBN 3-527-29426-0
- ’’Glanzlichter Chemischer Experimentierkunst’’ von Herbert W. Roesky, 236 Seiten, Verlag Wiley-VCH; Auflage 1 (Januar 2006), ISBN 3-527-31511-X
- ’’Chemie en miniature’’ von Herbert W. Roesky, 248 Seiten, Verlag Wiley-VCH (November 2001), ISBN 3-527-29564-X